# Domitila Barros

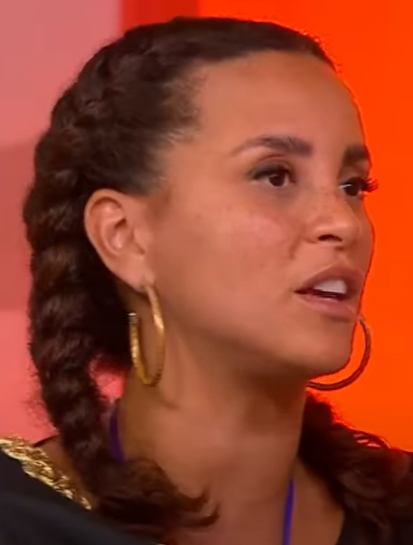
Domitila Barros (2023)

Domitila Barros (* 27. Juni 1984 in Recife, Brasilien) war Miss Germany 2022.

## Biographie
Am 19. Februar 2022 wurde sie aus elf Finalistinnen im Europa-Park Rust zur Miss Germany 2022 gewählt. Seit 2021 werden die Kandidatinnen nicht mehr nur aufgrund ihres Aussehens bewertet, sie sollten auch eine „Mission“ haben. Die Wahl einer gebürtigen Brasilianerin zur Miss Germany erfuhr in den Medien verschiedener Länder Lateinamerikas Resonanz.
2023 nahm sie am Big Brother Brasil teil. Danach kaufte sie sich für 3600 Euro bei den World Influencer And Blogger Awards ein und wurde dort als Sustainable Influencer (nachhaltiger Influencer) ausgezeichnet.

## Werke
- Rebel Dreamer: Wie mich die Favela auf das Leben vorbereitete, um das wahre Glück zu finden Ullstein 2024, ISBN 978-3-548-06890-9